# Nymphidium olinda
Nymphidium olinda is een vlindersoort uit de familie van de prachtvlinders (Riodinidae), onderfamilie Riodininae.
Nymphidium olinda werd in 1865 beschreven door H. Bates.